# Shiro Amano
Shiro Amano (天野 シロ Amano Shiro?, nacido el 4 de junio de 1976) es un mangaka japonés que trabaja en diversos proyectos, incluyendo una adaptación de la popular serie de videojuegos Kingdom Hearts.

## Trabajos

### Manga
- Kingdom Hearts
- Kingdom Hearts: Chain of Memories
- Kingdom Hearts II
- Legend of Mana
- It's a Wonderful World

### Novelas Ligeras(Ilustraciones)
- Breath of Fire IV
- Kingdom Hearts
- Kingdom Hearts: Chain of Memories
- Kingdom Hearts: Chain of Memories: Reverse Rebirth
- Kingdom Hearts II

### Videojuegos
- Dragon Quest & Final Fantasy in Itadaki Street Special (Character Designer)
- Dragon Quest & Final Fantasy in Itadaki Street Portable (Character Designer)
- Itadaki Street DS (Character Designer)
- Super Deformed Gundam
- Lord of Vermilion

### Libros de ilustraciones
- 天野 シロ Art Works Kingdom Hearts

- Datos: Q555822